# Bigna Windmüller
Bigna Windmüller, née le 27 février 1991 à Walenstadt, est une sauteuse à ski suisse. Elle concourt pour le club « SSC Toggenburg ».

## Biographie
Bigna Windmüller est la sœur cadette de Sabrina Windmüller.
Après la saison hivernale 2011, elle est malade et s'éloigne des tremplins. Elle décide de faire une pause, ne se sentant pas capable de reprendre l'entraînement, et se consacre à ses études. Elle reprend les compétitions au cours de l'été 2012.
Après avoir participé à deux saisons de Coupe du monde, avec pour meilleur résultat un podium à Zao le 19 janvier 2014, elle participe au premier concours olympique féminin à Sotchi, où elle prend la 18e place.
En mars 2014, elle annonce qu'elle arrête sa carrière de saut à ski, pour se consacrer à sa nouvelle carrière.

## Parcours sportif

### Coupe continentale
Membre du club SC wildhaus, puis du SSC Toggenburg, Bigna Windmüller commence sa carrière internationale par une épreuve de Coupe continentale à Dobbiaco le 18 janvier 2006, elle a alors 15 ans, elle termine 25e et marque des points dès ce premier concours. Elle participe à quatre concours en août 2006 à Klingenthal et Pöhla (de), Meinerzhagen et Bischofshofen : elle marque des points à chaque fois, atteignant même la neuvième place le 6 août 2006 à Klingenthal.
Lors des saisons suivantes, en été comme en hiver, elle se place régulièrement parmi les 30 premières, n'y échouant que trois fois, en 2010 et 2011. Elle est 23 fois dans les dix premières, atteint le podium trois fois, troisième à Dobbiaco le 16 janvier 2007 et à Schönwald le 23 février 2008, et deuxième à Bischofsgrün le 8 août 2009.

### Coupe du monde et Grand prix
Bigna Windmüller ayant fait une pause dans sa carrière sportive, elle ne participe pas à la première saison de Coupe du monde de saut à ski. Après des places de 36e et 27e en Grand prix d'été, c'est le 23 novembre 2012 à Lillehammer qu'elle débute en Coupe du monde, en tant qu'équipière de la Suisse pour une épreuve par équipes mixtes, en compagnie de sa sœur Sabrina, de Gregor Deschwanden et de Simon Ammann : ils prennent la huitième place. Le lendemain, pour sa première Coupe du monde individuelle, elle atteint de justesse la qualification pour la seconde manche, 30e à 0,1 points devant Roberta D'Agostina. Son deuxième saut est meilleur (25e de la manche), et elle termine 27e du concours.
Au cours des saisons de Coupe du monde 2013 et 2014, ainsi qu'en Grand prix 2012 et 2013, Bigna Windmüller échoue dix fois à se qualifier pour la deuxième manche. Jusqu'en décembre 2013, elle ne peut faire mieux que 19e à Zaō le 9 février 2013 ; ensuite en janvier 2014 elle enchaîne des places de 15e et 11e à Tchaïkovski, 25e et 16e à Sapporo, et surtout 6e et 3e à Zaō : c'est son premier podium en Coupe du monde, performance d'autant plus importante qu'elle lui ouvre les portes des Jeux olympiques, offrant in extremis un quota à son pays lors de la dernière épreuve qualificative. Elle prend la dix-huitième place sur trente concurrentes.
Peu après, elle doit arrêter sa saison pour cause de blessure au genou (rupture partielle du ligament croisé.

### Championnats du monde
Bigna Windmüller prend part aux Championnats du monde de saut à 2009 à Liberec, elle termine à la 14e place du concours féminin le 20 février 2009.
En 2013 à Val di Fiemme elle prend la 25e place.

### Jeux olympiques
Bigna Windmüller fait partie de la sélection olympique suisse annoncée le 23 janvier 2014. Elle termine dix-huitième du concours des Jeux olympiques de Sotchi 2014.

## Palmarès

### Jeux olympiques
| Épreuve / Édition | Sotchi 2014 |
| Saut à ski        | 18e         |

### Championnats du monde
| Épreuve / Édition | Liberec 2009 | Val di Fiemme 2013 |
| Individuel        | 14e          | 25e                |

### Coupe du monde
- meilleur classement général : 26e en 2014.
- 1 podium individuel : 1 troisième place.

#### Classements généraux annuels
| Année | Rang |
| 2013  | 33e  |
| 2014  | 26e  |

### Championnats du monde junior
| Épreuve / Édition | Kranj 2006 | Zakopane 2008 | Štrbské Pleso 2009 | Hinterzarten 2010 | Otepää 2011 |
| Individuel        | 18e        | 13e           | 18e                | 4e                | 9e          |

### Grand prix
- Meilleur classement général : 39e en 2012 et 2013.
- Meilleur résultat individuel : 22e à Almaty le 21 septembre 2013.

### Coupe continentale
- Meilleur classement général : 13e en 2009.
- 3 podiums : 1 deuxième place et 2 troisièmes places.

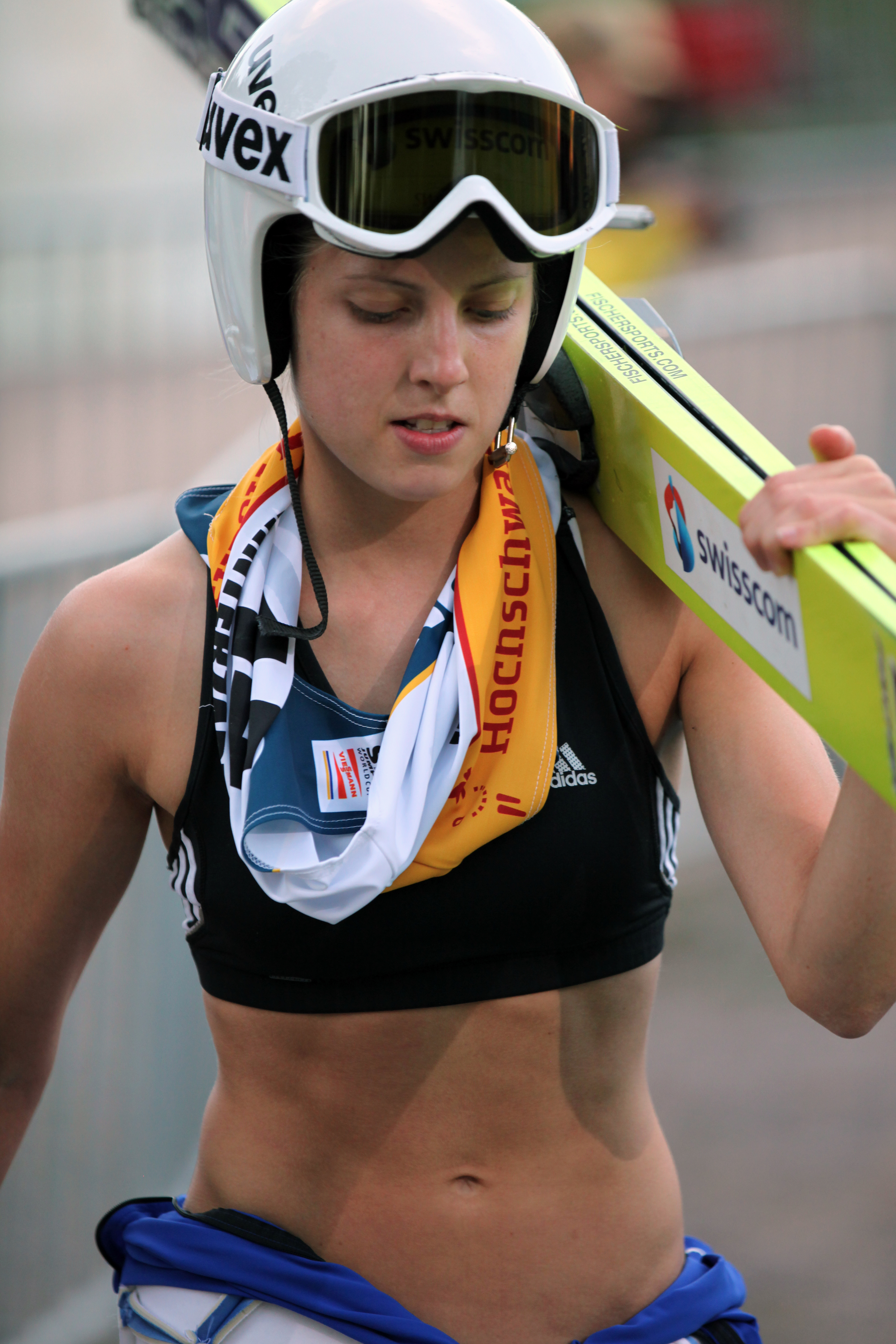
Bigna Windmueller, en été
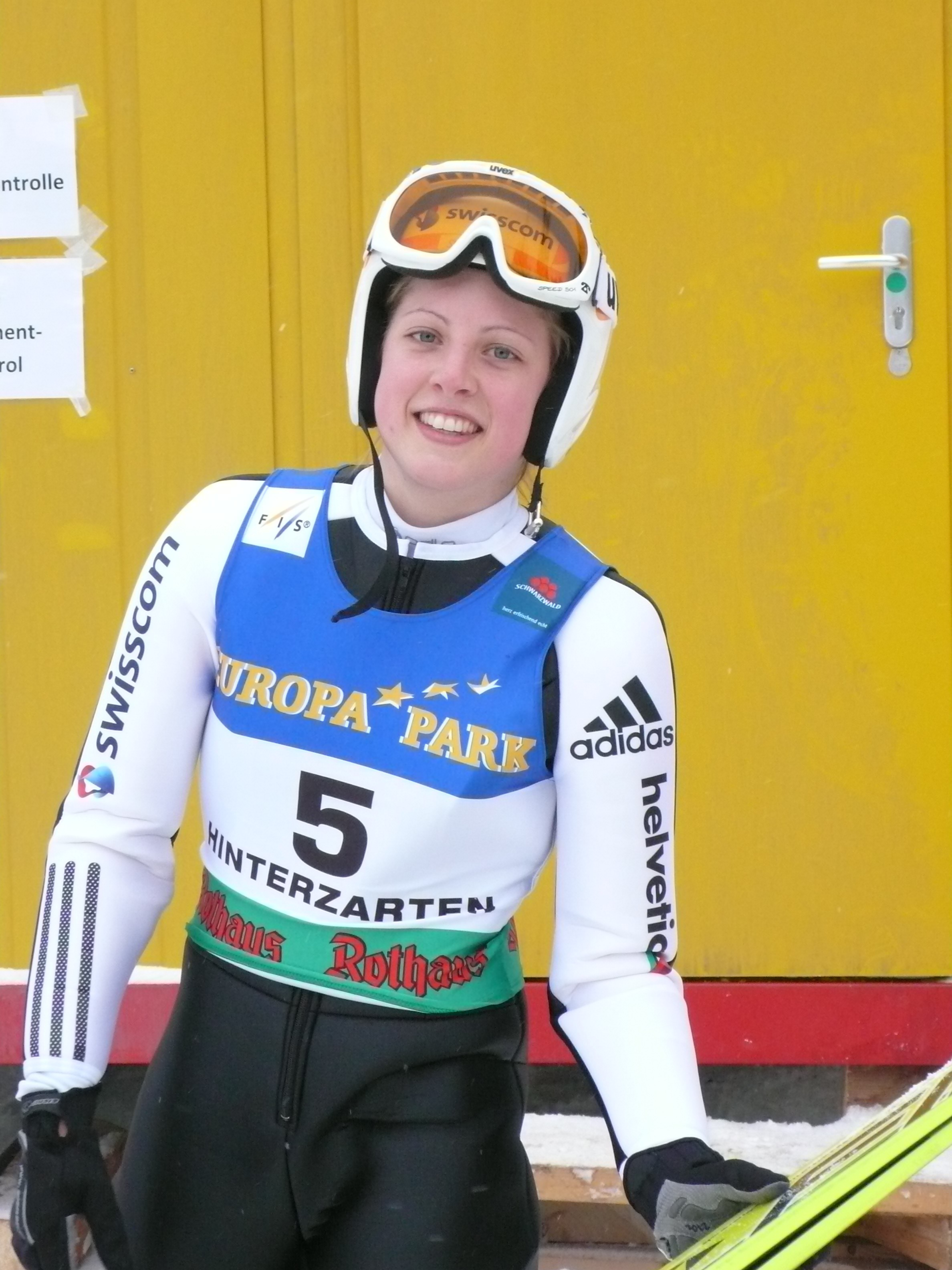
Bigna Windmueller, en 2010